# George Windsor Earl
George Windsor Earl (1813–1865) va ser un navegant i etnògraf anglès i autor de llibres sobre l'arxipèlag d'Indonèsia. Va encunyar el terme "indonesi" (en anglès:'Indu-nesian') que més tard es va popularitzar i va pendre el nom per designar Indonèsia.
Earl nasqué a Londres i viatjà en vaixell cap a l'Índia als 14 anys. S'uní al colonialistes d'Austràlia occidental l'any 1830. El 1832 tornà a la seva carrera de navegant i marxà a Batàvia i Singapur. Tornà a Anglaterra i va participar en el programa de colonització d'Austràlia del Nord salpant de Port Essington el 1838, però cap 1845 laduresa i manca d'èxit d'aquesta colonització el deixà esgotat. El seu darrer lloc de treball oficial va ser a Penang.
G. W. Earl, que va escriure sobre molts temes, va ser una autoritat en la hidrografia i és una font d'informació antropològica sobre les ètnies de la regió Les seves publicacions principals són The Eastern Seas or Voyages and Adventures in the Indian Archipelago 1832-33-34... (London, 1837), i Sailing directions for the Arafura Sea, 1839, Els registres de les seves observacions van ser usats per Charles Darwin i Alfred Russel Wallace quan van estudiar la distribució disjunta de la biologia a aquesta zona, en particular la seva obra On the Physical Geography of South-Eastern Asia and Australia, publicada el 1845, on descriu com els mars d'aigües somes connecten les illes de l'oest (Sumatra, Java, etc) caracteritzades per la presència de marsupials. Això va inspirar Alfred Russel Wallace per proposar la seva frontera de fauna (la Línia Wallace). El 1850 inventà el terme 'Indu-nesians', per a una classificació racial derivada del llatí per Índia i illa.